# St. Martin (Saaldorf)

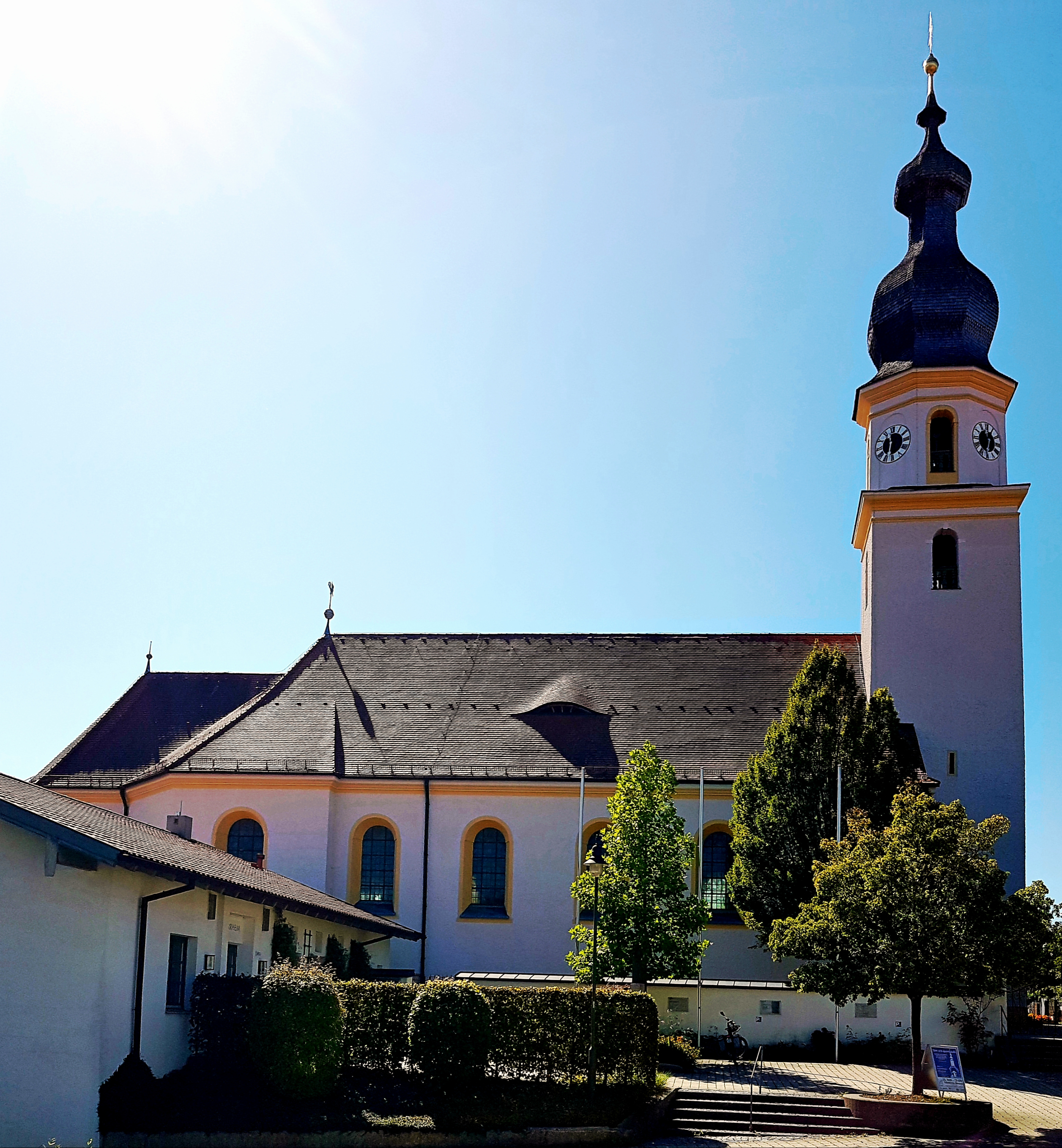
St. Martin in Saaldorf

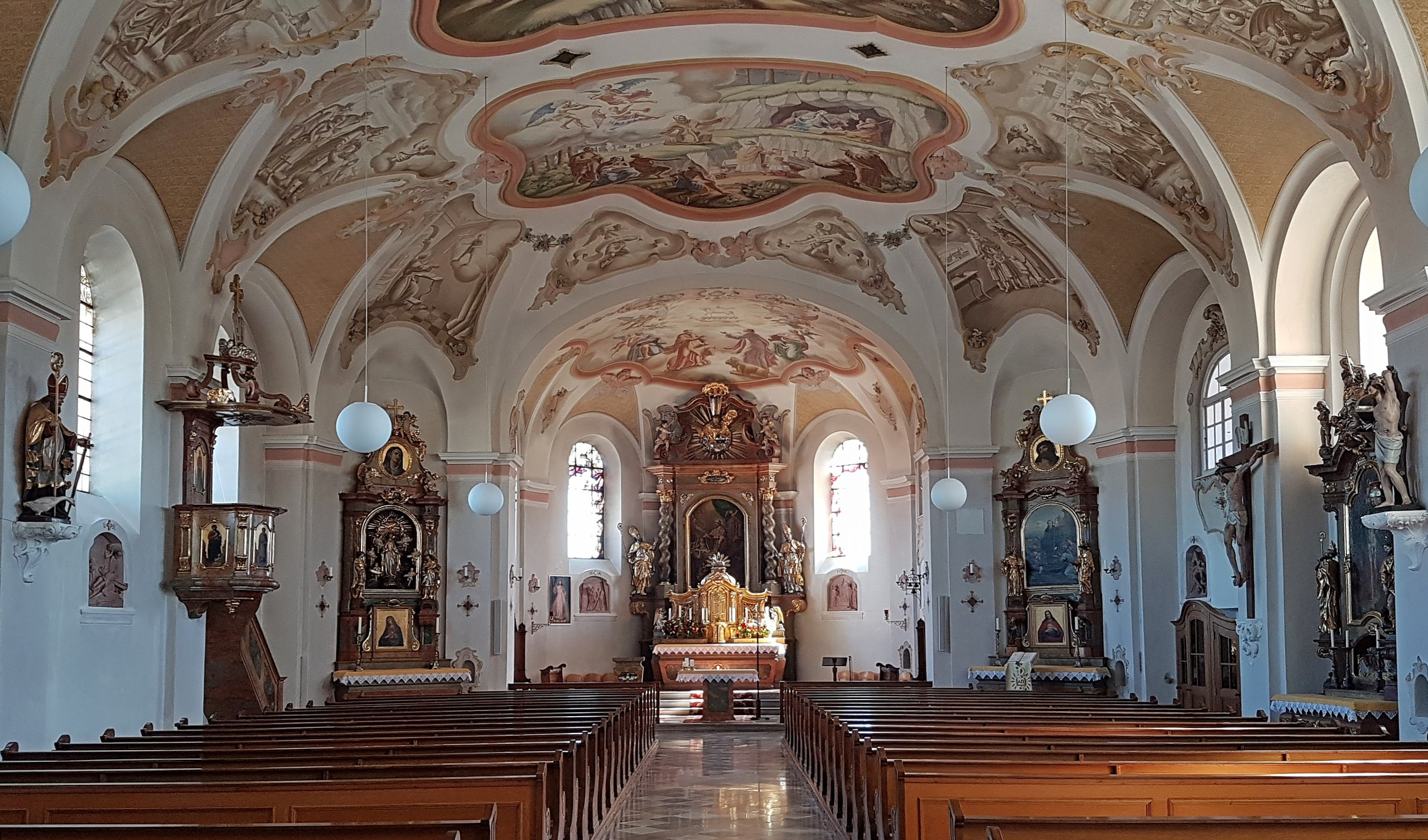
Innenansicht

Die römisch-katholische Pfarrkirche St. Martin steht in Saaldorf, einem Gemeindeteil von Saaldorf-Surheim im oberbayerischen Landkreis Berchtesgadener Land. Sie ist in der Liste der Baudenkmäler in Saaldorf-Surheim unter der Nr. D-1-72-130-1 eingetragen. Die Kirche gehört zum Dekanat Berchtesgadener Land im Erzbistum München und Freising.

## Beschreibung
Die neobarocke Saalkirche wurde 1914–15 nach einem Entwurf von Joseph Elsner junior errichtet. Sie besteht aus dem Langhaus, dem eingezogenen Chor mit Fünfachtelschluss im Osten, der Sakristei an der Südwand des Chors und dem aus der Längsachse nach Norden verschobenen Kirchturm auf quadratischem Grundriss im Westen, der vom gotischen Vorgängerbau aus der zweiten Hälfte des 15. Jahrhunderts übernommen wurde. Er erhielt im Barock sein achteckiges Obergeschoss mit der abschließenden Welschen Haube. Im Turm sind der Glockenstuhl und die Turmuhr untergebracht. 
Der Innenraum des Langhauses ist mit einem Tonnengewölbe überspannt. Das Bildnis des heiligen Sebastian malte 1771 Johann Michael Greiter.

## Orgel

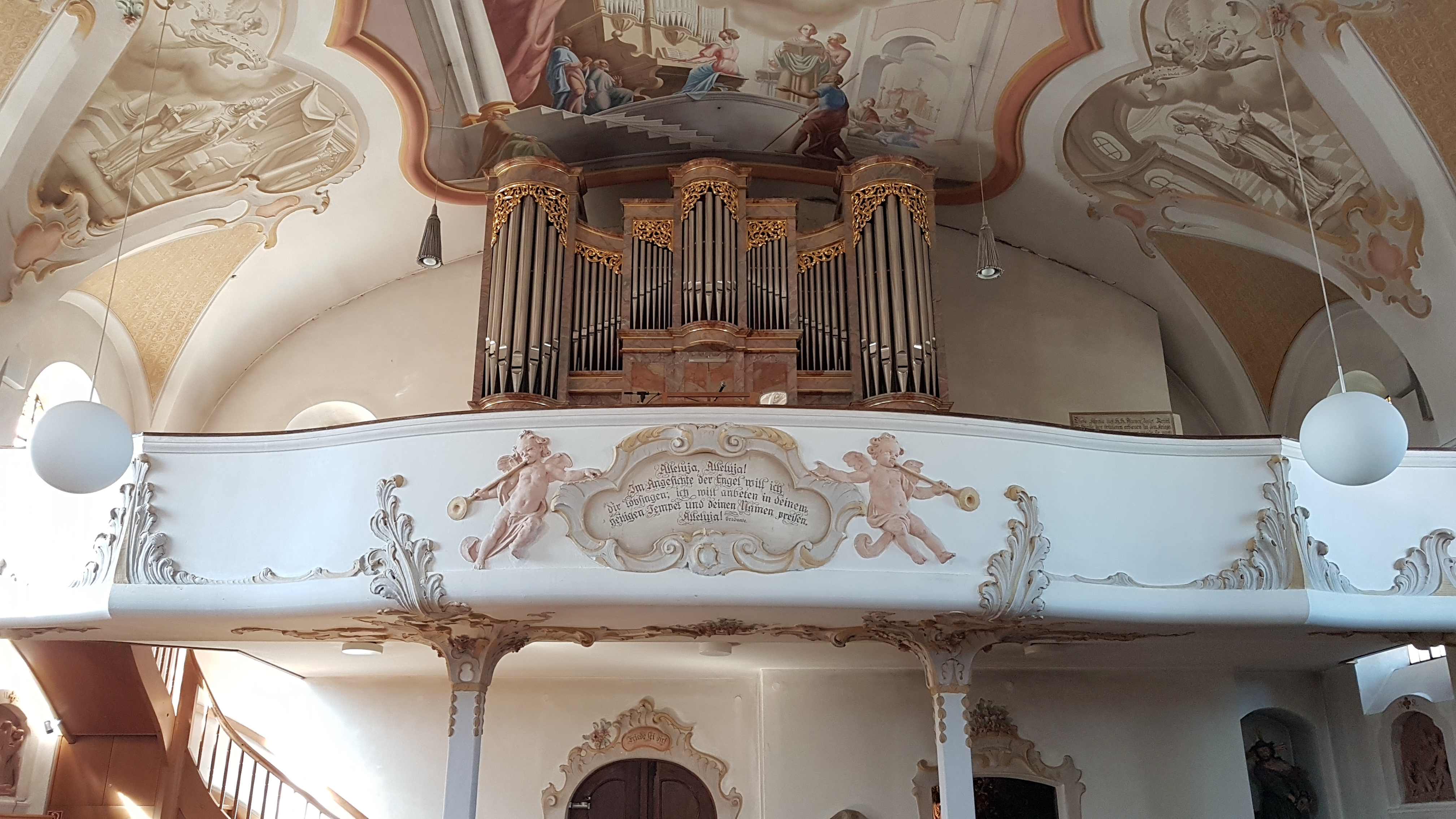
Orgel

Die Orgel mit 21 Registern auf zwei Manualen und Pedal wurde 1984 von Friedrich Mertel gebaut. Das Schleifladeninstrument mit mechanischer Spiel- und elektrischer Registertraktur wurde mit einem neobarocken Prospekt gestaltet. Die Disposition lautet:
| I Hauptwerk C–g3 |       |            |
| Prinzipal        | 8′    |            |
| Rohrgedeckt      | 8′    |            |
| Oktave           | 4′    |            |
| Waldflöte        | 4′    |            |
| Oktave           | 2′    |            |
| Mixtur IV        | 1 ⁄3′ |            |
| Piffaro          | 8′    | [ Anm. 1 ] |
| Trompete         | 8′    |            |

| II Schwellwerk C–g3 |                |
| Gedeckt             | 8′             |
| Salizional          | 8′             |
| Prinzipal           | 4′             |
| Rohrflöte           | 4′             |
| Gemshorn            | 2′             |
| Sesquialter         | 2 ⁄3′ + 1 3⁄5′ |
| Scharf III          | 1′             |
| Dulcian             | 8′             |
| Tremulant           |                |

| Pedal C–f1 |     |
| Subbaß     | 16′ |
| Oktavbaß   | 08′ |
| Oktavbaß   | 04′ |
| Fagott     | 16′ |
| Trompete   | 08′ |

- Koppeln:  II/I, I/P, II/P
- Spielhilfen: 2 freie Kombinationen, Tutti

Anmerkungen
1. ↑  c1–g3